# 얼룩메기
얼룩메기(pictus catfish)은 아마존강에서 서식하는 소형 메기류의 일종이다.